# Kentwood (Louisiane)
Kentwood est une petite ville rurale de l'État de Louisiane.
Située près de la frontière avec l'État du Mississippi, Kentwood se trouve dans la paroisse de Tangipahoa. Lors du recensement de 2010, sa population est de 2 198 habitants. La municipalité s'étend sur 7,07 milles carrés (18,31 km2).
La ville est nommée en l'honneur d'Amacker Kent, un commerçant local.
La chanteuse Britney Spears y a passé son enfance et y possède encore une résidence. La ville accueille d'ailleurs un musée consacré à la popstar.